# Theonoe africana
Theonoe africana là một loài nhện trong họ Theridiidae.
Loài này thuộc chi Theonoe. Theonoe africana được Lodovico di Caporiacco miêu tả năm 1947.